# Котловиця
Котловиця — (біл. вёска Катлавіца), село (веска) в складі Брагінського району розташоване в Гомельській області Білорусі. Село підпорядковане Малейківській сільській раді і в ньому мешкає 105 осіб (станом на 2004 рік).
Село Котловиця розташоване на південному сході Білорусі, у південній частині Гомельської області, неподалік від районного центру Брагіна (за 10 кілометрів східніше).